# Championnat du Nigeria de football 2010-2011
Navigation
Saison précédente Saison suivante
La saison 2010-2011 du Championnat du Nigeria de football est la vingt-et-unième édition de la première division professionnelle au Nigeria, la Premier League. Vingt clubs prennent part au championnat qui prend la forme d'une poule unique où toutes les équipes se rencontrent deux fois au cours de la saison. À la fin de la saison, les quatre derniers sont relégués et remplacés par les quatre meilleurs clubs de Division One, la deuxième division nigériane.
C'est le club de Dolphin FC qui remporte le championnat cette saison après avoir terminé en tête du classement final, avec deux points d'avance sur Sunshine Stars FC et sept sur Warri Wolves FC. C'est le troisième titre de champion du Nigeria de l'histoire du club.

## Qualifications continentales
Les deux premiers du classement se qualifient pour la prochaine Ligue des champions tandis que le club classé 3e et le vainqueur de la Coupe du Nigeria obtiennent leur place pour la Coupe de la confédération.

## Les clubs participants
| - Dolphin FC - Sunshine Stars FC - Shooting Stars FC - Enyimba FC - Sharks FC - Enugu Rangers - Gombe United FC - Kaduna United FC - Kano Pillars - Sharks FC | - JUTH FC - Promu de Division One - Heartland FC - Crown FC - Promu de Division One - Bukola Babes - Promu de Division One - Warri Wolves FC - Zamfara United FC - Lobi Stars FC - Plateau United - Promu de Division One - Niger Tornadoes - Ocean Boys FC |

## Compétition
Le barème de points servant à établir le classement se décompose ainsi :
- Victoire : 3 points
- Match nul : 1 point
- Défaite : 0 point

### Classement
| Rang | Équipe            | Pts | J  | G  | N  | P  | Bp | Bc | Diff |
| ---- | ----------------- | --- | -- | -- | -- | -- | -- | -- | ---- |
| 1    | Dolphin FC        | 73  | 38 | 23 | 4  | 11 | 49 | 30 | +19  |
| 2    | Sunshine Stars FC | 71  | 38 | 22 | 5  | 11 | 55 | 35 | +20  |
| 3    | Warri Wolves FC   | 66  | 38 | 19 | 9  | 10 | 44 | 29 | +15  |
| 4    | Kano Pillars      | 65  | 38 | 20 | 5  | 13 | 46 | 31 | +15  |
| 5    | Sharks FC         | 63  | 38 | 17 | 12 | 9  | 43 | 37 | +6   |
| 6    | Enugu Rangers     | 62  | 38 | 19 | 5  | 14 | 47 | 30 | +17  |
| 7    | Enyimba FC        | 61  | 38 | 19 | 4  | 15 | 44 | 28 | +16  |
| 8    | Kaduna United     | 56  | 38 | 16 | 8  | 14 | 42 | 40 | +2   |
| 9    | Kwara United FC   | 53  | 38 | 16 | 5  | 17 | 40 | 45 | -5   |
| 10   | Lobi Stars FC     | 53  | 38 | 15 | 8  | 15 | 34 | 40 | -6   |
| 11   | Heartland FCC     | 52  | 38 | 16 | 4  | 18 | 39 | 35 | +4   |
| 12   | Bukola BabesP     | 51  | 38 | 15 | 6  | 17 | 35 | 37 | -2   |
| 13   | Gombe United FC   | 50  | 38 | 14 | 8  | 16 | 34 | 37 | -3   |
| 14   | Niger Tornadoes   | 50  | 38 | 13 | 11 | 14 | 35 | 43 | -8   |
| 15   | Shooting Stars FC | 47  | 38 | 13 | 8  | 17 | 34 | 39 | -5   |
| 16   | Ocean Boys FC     | 47  | 38 | 13 | 8  | 17 | 37 | 44 | -7   |
| 17   | Plateau UnitedP   | 44  | 38 | 12 | 8  | 18 | 42 | 49 | -7   |
| 18   | Zamfara United FC | 39  | 38 | 11 | 6  | 21 | 26 | 58 | -32  |
| 19   | Crown FCP         | 37  | 38 | 11 | 4  | 23 | 34 | 48 | -14  |
| 20   | JUTH FCP          | 32  | 38 | 8  | 8  | 22 | 26 | 51 | -25  |

|  | Qualification pour la Ligue des champions de la CAF 2012                           |
|  | Qualification pour la Coupe de la confédération 2012                               |
|  | Relégation en Division One                                                         |
|  | T : Tenant du titre C : Vainqueur de la Coupe du Nigeria P : Promu de Division One |

## Bilan de la saison
| Championnat du Nigeria de football 2010-2011 |                        |
| Champion                                     | Dolphin FC (3e titre)  |
| Coupes et trophées                           |                        |
| Vainqueur de la Coupe du Nigeria 2010-2011   | Heartland FC           |
| Qualifications continentales                 |                        |
| Ligue des champions de la CAF 2012           | Dolphin FC             |
| Ligue des champions de la CAF 2012           | Sunshine Stars FC      |
| Coupe de la confédération 2012               | Warri Wolves FC        |
| Coupe de la confédération 2012               | Heartland FC           |
| Promotions et relégations                    |                        |
| Promus en Premier League                     | Jigawa Golden Stars FC |
| Promus en Premier League                     | Akwa United FC         |
| Promus en Premier League                     | Rising Stars FC        |
| Promus en Premier League                     | Wikki Tourists FC      |
| Relégués en Division One                     | Plateau United         |
| Relégués en Division One                     | Zamfara United FC      |
| Relégués en Division One                     | Crown FC               |
| Relégués en Division One                     | JUTH FC                |